# Carrer Girona (Figueres)
El Carrer Girona és un carrer del municipi de Figueres (Alt Empordà) que té diversos edificis que formen part de l'Inventari del Patrimoni Arquitectònic de Catalunya. Els edificis inventariats estan als números 2, 11, 13, 21 i 30.

## Número 2
L'edifici situat al número 2 del Carrer Girona és una obra inclosa en l'Inventari del Patrimoni Arquitectònic de Catalunya. És un edifici cantoner situat al centre de la ciutat, de planta baixa, tres pisos i golfes. La planta baixa i el primer pis han estat rehabilitats per a utilitzar-los com a local comercial. La façana del carrer Girona té cinc obertures a cada planta. Les finestres del primer pis són en arc de mig punt, tot i que algunes han estat rehabilitades per adaptar-les a l'ús comercial. El segon i tercer pis, tenen una balconada correguda a les obertures centrals.
Totes les obertures de l'edifici, exceptuant el primer pis, tenen un guardapols amb ornamentació vegetal. Entre el segon pis i la planta voltes hi ha un esgrafiat d'ús trenta centímetres d'amplada amb ornamentació vegetal. El voladís que porta a la coberta està suportat per unes mènsules, amb forma de volutes. Pel que fa a la façana que dona a la plaça de l'Ajuntament, cal destacar la volta en arc de mig punt de la planta baixa, així com la cantonada carreuada. El primer pis està a dins de la volta, i el segon i tercer pisos estan formats per una obertura cadascun amb un balcó, amb la mateixa decoració que a la façana del carrer Girona.

## Número 11

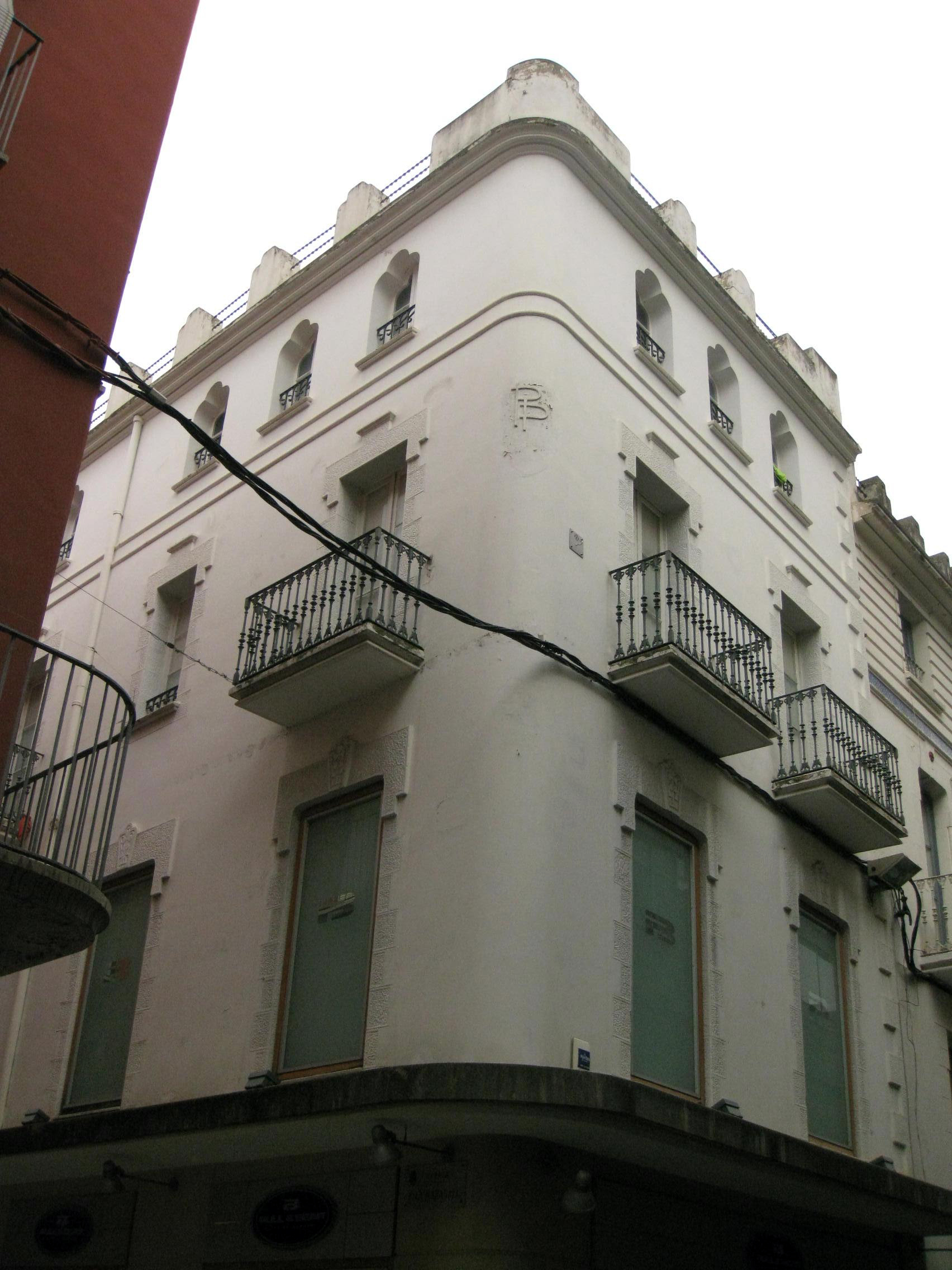
Número 11 del carrer Girona

L'edifici del número 11 del carrer Girona forma part de l'Inventari del Patrimoni Arquitectònic de Catalunya. És un edifici situat molt a prop de la plaça de l'Ajuntament, en ple centre històric de la ciutat. Edifici urbà comercial i d'habitació de planta baixa, dos pisos i golfes, cobert per terrassa. Està situat en cantonada que es soluciona en forma arrodonida. La planta baixa està per complet dedicada a ús comercial i reformada totalment. El primer pis presenta finestrals fins a terra (possiblement integrats en una antiga balconada en el que ara és el sortint de la botiga inferior). Al segon pis, la façana curta presenta dos balcons i la llarga una alternança de dos balcons i dues finestres. Per sobre, dues motllures horitzontals, golfes amb finestres cegues trilobulades, cornisa i terrassa. Les obertures dels dos primers pisos tenen emmotllurament lateral en forma de carreus i guardapols amb dovella central ornamental.

## Número 13
L'edifici del número 13 del carrer Girona és una obra inclosa en l'Inventari del Patrimoni Arquitectònic de Catalunya. És un edifici entre mitgeres situat al nucli històric de Figueres. Planta baixa i tres plantes pis. El primer pis molt reformats per a ús comercial. En el segon pis presenta balcó emmarcat en motllures laterals i llinda amb gran dovella central amb ornamentació floral ceràmic al centre, separant-lo del tercer una franja ceràmica de tema geomètric floral. Al tercer pis la façana s'ornamenta amb franges horitzontals que recorden un encoixinat i rajols blaus. Presenta finestra central. Rematat per cornisa i cobert per terrassa. Està documentat a l'Arxiu Arquitectònic de l'Ajuntament de Figueres, l'any 1904.

## Número 21

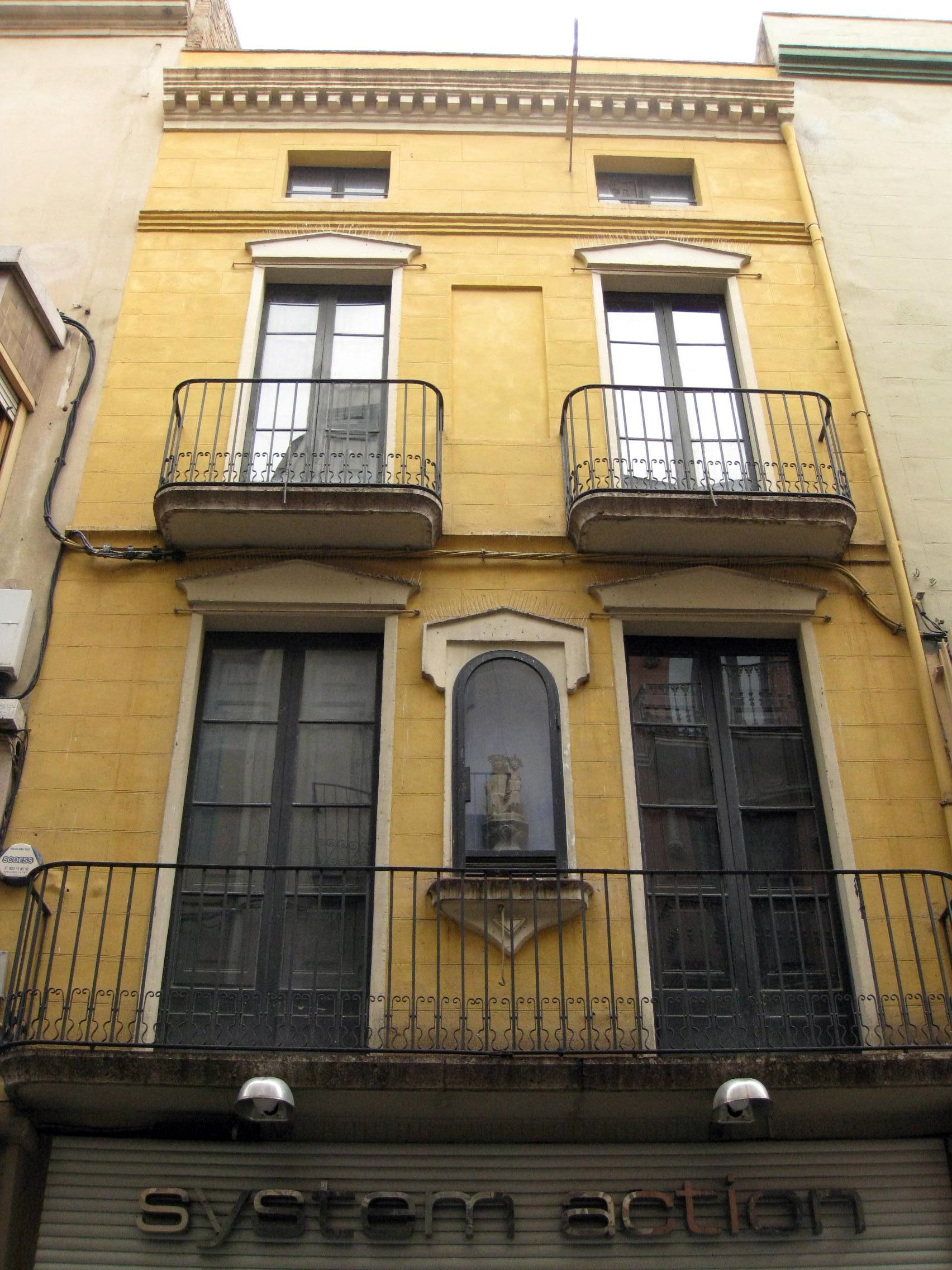
Número 21 del carrer Girona

L'edifici situat al número 21 del Carrer Girona és una obra inclosa en l'Inventari del Patrimoni Arquitectònic de Catalunya. És un edifici entre mitgeres situat entre La Rambla i la Pça. de l'Ajuntament. És un edifici de planta baixa, dos pisos i golfes amb coberta terrassada. La façana ha estat pintada en color groc fa poc temps i està totalment arrebossada. Aquest arrebossat imita un paredat de carreus ben tallats i disposats. La planta baixa ha estat totalment rehabilitada per fer-hi un local comercial, però els pisos superiors mantenen la seva fesomia original. El primer pis té dues obertures amb balconada correguda. Aquestes obertures són rectangulars i tenen un frontó a la part superior. Entre les dues finestres hi ha una fornícula a on encara es conserva la imatge de "la verge del portal". És una imatge tardogòtica, amb la data 1555 a la base. El segon pis és igual que el primer exceptuant la balconada, que en aquest cas és individual. La planta golfes només té dues obertures de dimensions inferiors a les dues inferiors i a sobre té el voladís que porta a la terrassa.

## Número 30

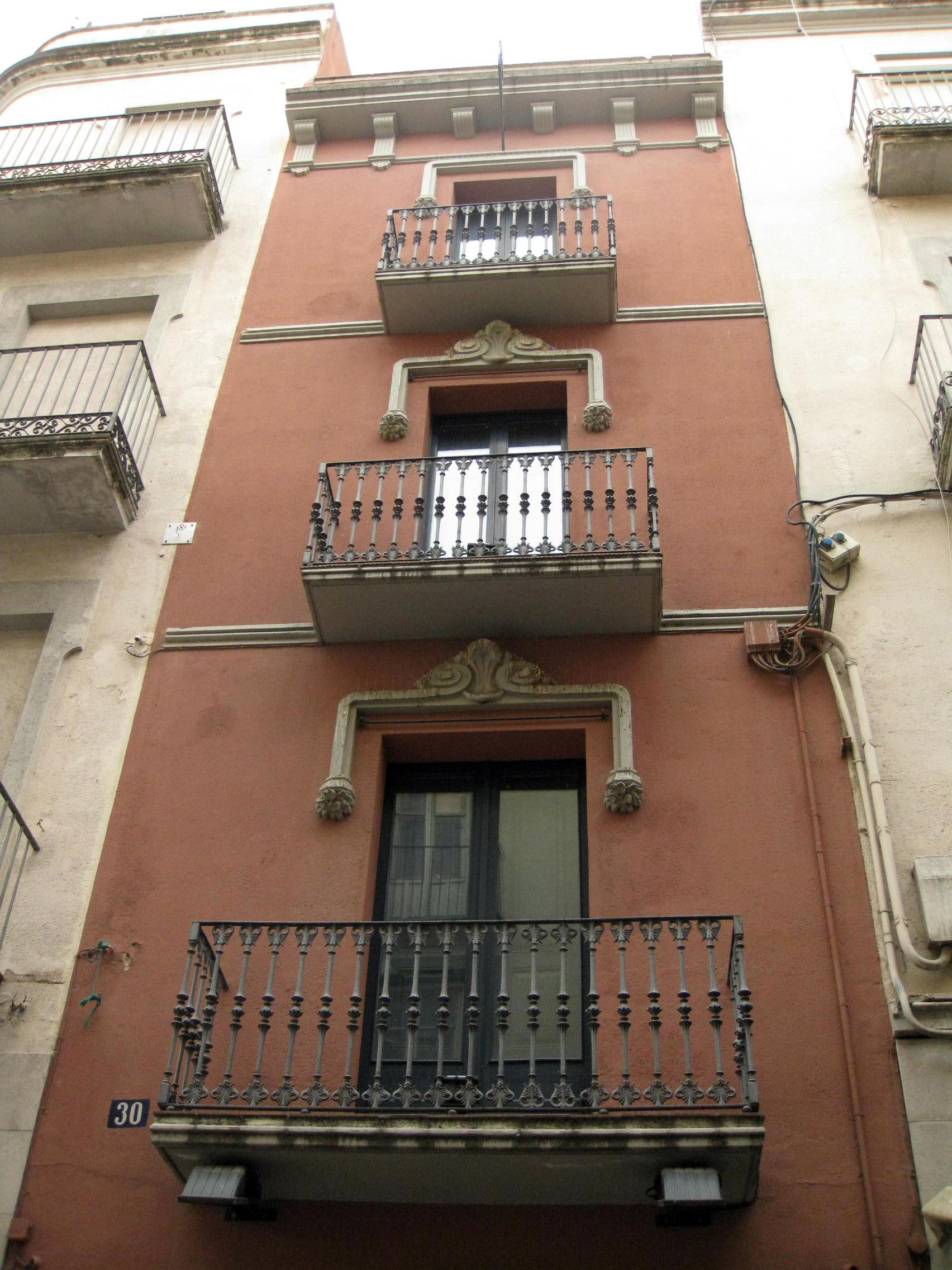
Número 30 del carrer Girona

El número 30 del carrer Girona és una obra inclosa en l'Inventari del Patrimoni Arquitectònic de Catalunya. És un edifici entre mitgeres situat a pocs metres de La Rambla. És un edifici estret, de planta baixa i tres pisos amb la coberta terrassada. La planta baixa, té una obertura que ocupa pràcticament tota l'amplada de la façana, en arc rebaixat carrueuat. Els pisos superiors tenen una obertura a cada pis, amb balcó i guardapols amb decoració floral. Cada pis està separat per una motllura.